# Jakob Grob
Pour les articles homonymes, voir Grob.
Jakob Grob, né le 28 mai 1939 à Obstalden, est un rameur d'aviron suisse.
Il remporte aux 1968 à Mexico une médaille de bronze en quatre de couple avec Denis Oswald, Hugo Waser, Peter Bolliger et Gottlieb Fröhlich,.